# ロングフォード統監
ロングフォード統監（ロングフォードとうかん、英語: Lord Lieutenant of Longford）は、イギリスの官職。統監の1つで、ロングフォード県を担当する。1831年首席治安判事（アイルランド）法（Custos Rotulorum (Ireland) Act 1831）により、Governor職を置き換える形で設立され、ロングフォード首席治安判事も兼任する。1922年に建国したアイルランド自由国では統監が任命されなくなったが、法律自体は残り、1983年制定法整理法で正式に廃止された。

## 一覧
- 1831年10月7日 – 1836年11月13日：フォーブス子爵ジョージ・フォーブス（英語版）[3]
- 1836年11月22日 – 1841年：ルーク・ホワイト（英語版）[3]
- 1841年 – 1873年9月3日：ヘンリー・ホワイト（英語版）（のち初代アナリー男爵）[3]
- 1873年11月7日 – 1874年3月：第2代アナリー男爵ルーク・ホワイト（英語版）[3]
- 1874年3月27日 – 1887年4月19日：第4代ロングフォード伯爵ウィリアム・パケナム（英語版）[3]
- 1887年6月14日 – 1915年8月21日：第5代ロングフォード伯爵トマス・パケナム（英語版）[3]
- 1915年8月 – 1916年8月：空位[3]
- 1916年8月26日 – 1922年：第8代グラナード伯爵バーナード・フォーブス（英語版）[3]